# Bataille de Molino del Rey
Guerre américano-mexicaine
Batailles
Opérations le long du Río Grande
- Fort Texas
- Palo Alto
- Resaca de la Palma

La révolte de Taos
- Cañada
- Mora
- Embudo Pass
- Pueblo de Taos

Conquête de la Californie
m
- Révolte du drapeau à l'ours
- Sonoma
- Olómpali
- Monterey
- Yerba Buena
- San Diego
- Santa Barbara
- Los Angeles
- Chino
- Rancho Domínguez
- Natividad
- San Pasqual
- Santa Clara
- Río San Gabriel
- La Mesa
- Traité de Cahuenga

Campagne du Nord de Taylor
- Monterrey
- Buena Vista

Campagne de Scott
- Veracruz
- Cerro Gordo
- Contreras
- Churubusco
- Molino del Rey
- Chapultepec
- Mexico

Siège de Puebla
- Siège de Puebla
- Bataille de Huamantla

Campagne de la côte Pacifique
- Guaymas
- Mulege
- Punta Sombrero
- Mazatlán
- La Paz
- Palos Prietos et Urias
- San José del Cabo
- Siège de La Paz
- Affaire à Guaymas
- San Blas
- Manzanillo
- San José del Cabo
- Cochorio
- Bocachicacampo
- Todos Santos

La bataille de Molino del Rey se déroule le 8 septembre 1847 durant la phase finale de la guerre américano-mexicaine, au Molino del Rey, il s'agissait alors d'un groupe de grosses bâtisses de pierres à 4 km de Mexico au pied de la colline de Chapultepec. Il s'agit d'une des batailles les plus sanglantes de la guerre.

## Contexte
Le 6 septembre 1847, alors que l'armistice et les négociations qui suivent la bataille de Churubusco sont sur le point d'échouer. Des troupes mexicaines en grand nombre sont observées aux alentours du Molino del Rey.
Le général Winfield Scott avait reçu des rapports indiquant que les bâtiments abritaient en fait une fonderie où les Mexicains coulaient des canons et que l'un d'entre eux, la Casa Mata, était un important dépôt de poudre à canon. Des rumeurs indiquaient qu'Antonio López de Santa Anna, chef de l'armée et du gouvernement mexicain, manquant désespérément de fournitures faisait retirer les cloches des églises et des couvents pour les fondre et les transformer en canons. Scott ordonne donc au général Worth d'attaquer et de prendre le molino et la Casa Mata, de détruire la fonderie ainsi que toutes les munitions qu'il y pourra trouver.

## Plan de bataille

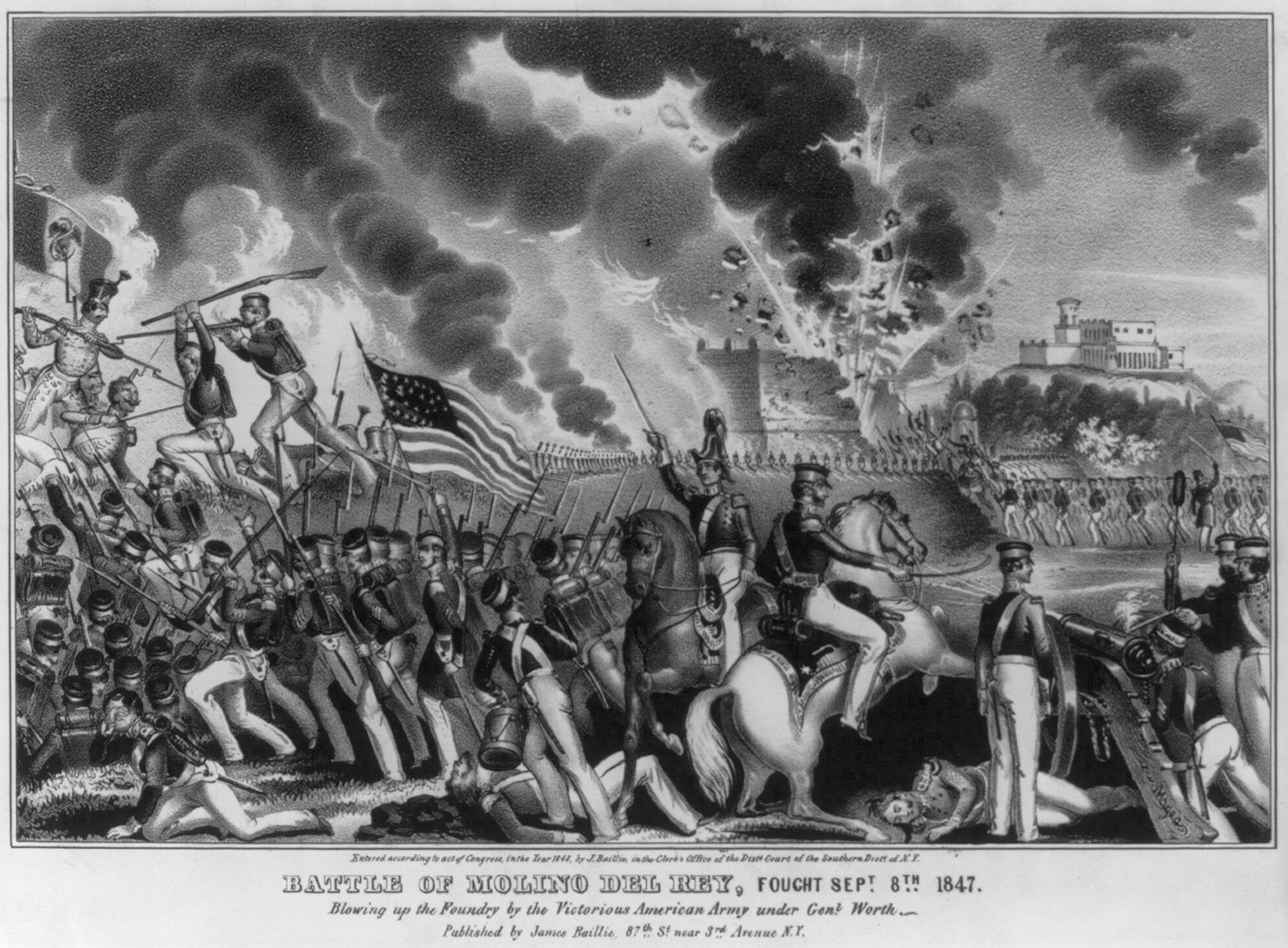
Bataille de Molino del Rey, anonyme

Scott propose d'attaquer d'abord le Molino dont la garnison est commandée par le général León. La division de Worth est renforcée par la brigade de Cadwallader de la division Pillow, trois escadrons de dragons sous les ordres du major Sumner, et quelques canons de siège commandés par le capitaine Huger, chargé de l'approvisionnement et le capitaine Drum du 4e d'artillerie.
Les forces mexicaines comptent environ 12 000 hommes, leur aile gauche s’appuie sur le Molino del Rey, leur centre forme une ligne reliant la Casa de Mata et soutenue par une batterie d'artillerie, puis enfin leur aile droite un peu plus à l'ouest.

## La bataille
À trois heures du matin, le 8 septembre, les colonnes d'assaut font mouvement, la brigade de Garland formant l'aile droite. La bataille commence à l'aube par un barrage d'artillerie sur le Molino del Rey. Comme les Mexicains ne répondent pas à ce tir, Worth en déduit que l'ennemi a abandonné les bâtiments. Il envoie alors le major Wright, du 8e d'infanterie attaquer le centre avec 500 hommes. Sur la gauche se trouve la 2e brigade, commandée par le colonel McIntosh, soutenue par la batterie de Duncan.

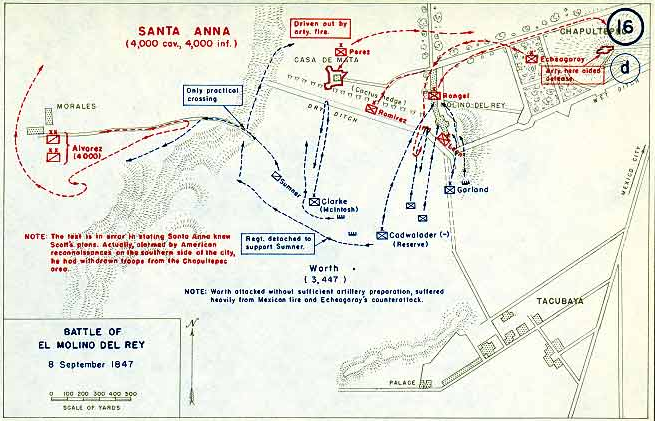
Plan de la bataille de Molino del Rey.

L'assaut du major Wright sur le centre force l'infanterie et l'artillerie à faire retraite, ce qui permet aux Américains de prendre possession de leurs canons. Les Mexicains se rassemblent rapidement et reprennent leur position, une terrible lutte s'engage. Le Molino del Rey est assailli et bientôt pris par les hommes de Garland, alors qu'en même temps la bataille autour de Casa de Mata est féroce. Pendant un instant, les Américains hésitent, puis se reprennent, c'est alors qu'une importante colonne mexicaine est aperçue venant sur le flanc droit de leurs positions afin de tomber sur les Américains qui ont été repoussés. C'est alors que la batterie de Duncan ouvre le feu sur la colonne, un tir si destructeur que la colonne mexicaine se disperse dans une totale confusion. Les dragons de Sumner chargent alors les Mexicains qui fuient, leur déroute est totale.
Les pertes sont terribles, près d'un quart des hommes de Worth ont été tués ou blessés. Les Mexicains laissent un millier d'hommes sur le champ de bataille. Leur meilleurs chefs ont été massacrés et 800 hommes faits prisonniers. Les bâtiments ont été détruits et plus aucune des défenses de Mexico à l'extérieur de ses portes n'est entre leurs mains, à l'exception de Chapultepec.

## Sources
- (en) David Nevin, The Mexican war, Alexandria, Va, Time-Life Books, 1978, 240 p. (ISBN 978-0-8094-2301-9 et 978-0-809-42302-6).
- (en) K. Jack Bauer, The Mexican War, 1846-1848, New York, Macmillan, coll. « Wars of the United States », 1974, 454 p. (ISBN 978-0-02-507890-1).
- (en) John C. Waugh, « The Proving Ground in Mexico »
- (en) « Official Report of the Battles of Molino del Rey »
- (en) « Bataille de Molino del Rey », sur sonofthesouth.net